# 朝鮮總督府殖產局
朝鮮總督府殖產局，為朝鮮總督府的內部部局，掌管朝鮮的產業發展事務，1919年8月20日設立，1943年12月1日改組為礦工局。

## 沿革
1910年10月1日日韓合併，設立朝鮮總督府，設置農商工部，下轄商工局與殖產局，其中殖產局內設置農務課、山林課與水產課。1912年4月1日，農商工部兩局改組為殖產局與農林局，殖產局掌理水產課、商工課與礦務課。1915年3月31日為精簡機構，農林局與殖產局一同撤銷，各課事務由農商工部直接管轄。
1919年8月20日官制改正，裁撤農商工部，設置直屬於總督府的殖產局，內部設農務課、山林課、水產課、商工課與礦務課。1920年11月18日為因應朝鮮米增產計畫，新設土地改良課，1926年6月14日增設水利課與開墾課（1927年5月26日統一隸屬於土地改良部）。1932年7月27日部份業務移轉至新設的農林局，殖產局縮編為商工課、礦務課與水產課（礦務課翌年改稱為礦山課）。中日戰爭爆發後殖產局增設產金課、臨時物資調整課與物價調整課。1942年11月隨著行政精簡化，殖產局內改組為商工課、礦山課、產金課、物價課、鐵鋼課、燃料課、電器一課與二課。
1943年12月1日，殖產局、農林局與專賣局一起撤銷，同時新設礦工局與農商局，並直至終戰。

## 職官列表
1943年（昭和18年）12月1日有：
- 殖產局
  - 商工課
  - 物價調整課
  - 燃料課
  - 礦山課
  - 產金課
  - 水產課
  - 燃料選礦研究所
  - 商工獎勵館
  - 鑿岩工養成所
  - 地質調査所
  - 度量衡所

### 歷任首長

#### 殖產局長
| 任次 | 肖像 | 姓名 (生–卒)           | 在任時間       | 在任時間       | 備註                            |
| ---- | ---- | ---------------------- | -------------- | -------------- | ------------------------------- |
| 1    |      | 西村保吉 (1865–1942)   | 1919年8月20日  | 1924年12月1日  |                                 |
| 2    |      | 池田秀雄 (1880–1954)   | 1924年12月1日  | 1928年3月29日  |                                 |
| 3    |      | 今村武志 (1880–1960)   | 1928年3月29日  | 1929年11月8日  | 後為宮城縣仙台市長（1942–1946） |
| 4    |      | 松村松盛 (1886–1945)   | 1929年11月8日  | 1931年7月22日  |                                 |
| 代理 |      | 中村寅之助 (1889–)     | 1931年7月22日  | 1931年9月23日  |                                 |
| 5    |      | 渡邊忍 (1883–1955)     | 1931年9月23日  | 1932年7月27日  | 兼山林部長                      |
| 6    |      | 穗積真六郎 (1889–1970) | 1932年7月27日  | 1941年11月19日 |                                 |
| 7    |      | 上瀧基 (1894–)         | 1941年11月19日 | 1943年12月1日  |                                 |

#### 附註
1. ↑  原埼玉縣知事。
2. ↑  原秋田縣知事。
3. ↑  改任北海道廳長官。
4. ↑  原黄海道知事。
5. ↑  改任內務局（日语：朝鮮総督府内務局）長。
6. ↑  原全羅北道土地改良課長。
7. ↑  原京畿道知事。
8. ↑  改任農林局長。
9. ↑  原總督官房（日语：朝鮮総督府総督官房）外事課長。
10. ↑  原內務局長。

#### 礦工局長
| 任次 | 肖像 | 姓名 (生–卒)     | 在任時間      | 在任時間      | 備註 |
| ---- | ---- | ---------------- | ------------- | ------------- | ---- |
| 1    |      | 江口親憲 (–)     | 1943年12月1日 | 1944年8月17日 |      |
| 2    |      | 鹽田正洪 (1899–) | 1944年8月17日 | 1945年8月16日 |      |

#### 附註
1. ↑  原總務局長。
2. ↑  改任內閣總理大臣秘書官（日语：内閣総理大臣秘書官）。
3. ↑  原農商局長。